# Любуша (гора)
Лю́буша (босн. Ljubuša) — гора у Боснії та Герцеговині заввишки 1 797 м. Міститься переважно у громаді Томиславград, заходячи також у межі громад Прозор-Рама і Купрес.

## Значення
У минулому Любуша була відома тим, що в сезон випасу на ній паслися тисячі овець і чимало корів. Також там регулярно проводили косовицю. Можна сказати, що ця гора в минулому була життєво необхідною. Тепер на ній випасається набагато менше худоби, але вона все ще залишається важливою для тваринників, як і для сільського господарства загалом. Останнім часом відзначається пожвавлення тваринницької галузі і зокрема вівчарства, що відбивається на виробництві молока та сиру.

## Геологія
У надрах гори Любуша є численні пустоти і печери, що приваблюють як чимало вітчизняних туристів, так і багато спелеологічних товариств. Найбільші печери знаходяться в західній частині гори.